# Margo Smith
Margo Smith, född Betty Lou Miller den 9 april 1942 i Dayton, Ohio, död 22 januari 2024 i Franklin, Tennessee, var en amerikansk countrysångerska och låtskrivare. Under 1970-talet var hon en populär kvinnlig countrysångare, med två singelettor på countrylistorna, "Don't Break the Heart That Loves You" och "It Only Hurts for a Little While", båda countrycovers på traditionella popstandardlåtar. Hon var också joddlare.

## Diskografi (urval)
Album
- 1975 – Margo Smith
- 1976 – Songbird
- 1977 – Happiness
- 1978 – Don't Break the Heart That Loves You
- 1979 – A Woman
- 1979 – Just Margo
- 1980 – Diamonds and Chills
- 1987 – The Best Yet
- 1988 – Ridin' High
- 2005 – Nothing to Lose

Singlar (topp 50 på Billboard Hot Country Songs)
- 1975 – "There I Said It" (#8)
- 1975 – "Paper Lovin' " (#30)
- 1976 – "Save Your Kisses for Me" (#10)
- 1976 – "Love's Explosion" (#12)
- 1976 – "Take My Breath Away" (#7)
- 1977 – "My Weakness" (#23)
- 1977 – "So Close Again" (med Norro Wilson) (#43)
- 1977 – "Don't Break the Heart That Loves You" (#1)
- 1978 – "It Only Hurts for a Little While" (#1)
- 1978 – "Little Things Mean a Lot" (#3)
- 1979 – "Still a Woman" (#7)
- 1979 – "If I Give My Heart to You" (#10)
- 1979 – "Baby My Baby" (#27)
- 1979 – "The Shuffle Song" (#13)
- 1980 – "My Guy" (#43)